# Johanna Edefelt
Johanna Edefelt, född 1794, död 1841, var en svensk författare. 
Verk
- Rosenfesten, 1839
- Brudparen i Mörrums kyrka, 1841